# Saint-Germain (Vienne)
Saint-Germain è un comune francese di 1 021 abitanti situato nel dipartimento della Vienne nella regione della Nuova Aquitania.

## Società

### Evoluzione demografica
Abitanti censiti